# 맘눈 후세인
맘눈 후세인(우르두어: ممنون حسین, 영어: Mamnoon Hussain, 1940년 12월 23일~2021년 7월 14일)은 2013년부터 2018년까지 파키스탄의 제12대 대통령을 지낸 파키스탄의 정치인이자 기업가였다. 그는 1999년 6월, 무함마드 라피크 타라르 대통령에 의해 신드주지사로 처음 임명되었지만 1999년 10월 군사 쿠데타로 인해 그 자리에서 물러났다. 그 후 후세인은 2013년 7월, 파키스탄 무슬림 연맹 나와즈파(PMLN)에 의해 대통령 후보로 지명되었고 간접적인 대통령 선거를 통해 선출되었다. 후세인은 2013년 9월 9일, 파키스탄 대법원장의 선서 후 대통령직을 인계받았다. 후세인은 대통령으로서 저자세를 유지했고 소아마비 퇴치 프로그램에 참여했음에도 불구하고 그의 역할은 국가의 정치에서 거의 보이지 않았다.

## 어린 시절 및 교육
맘눈 후세인은 1940년 영국령 인도 아그라에서 우스타드 자파르 후세인의 아들로 태어났다. 그의 가족의 조상 직업은 가죽과 신발 무역이었다. 그들은 1949년에 카라치로 이사했다. 홈스쿨링을 받은 후, 후세인은 상업 학위를 위해 공부한 카라치 대학교에 등록했다. 1963년 카라치 대학교를 졸업한 후, 카라치의 경영학 연구소(IBA)에서 석사 과정을 밟고 1965년 MBA 학위를 취득했다.
처음에는 아버지의 사업을 지원하고 강화한 그는 나중에 카라치에 자신의 섬유 회사를 설립했다. 그는 나중에 1970년에 중도 우파인 파키스탄 무슬림 연맹 나와즈파에 가입하여 당의 일꾼으로 일했다. 1997년 카라치 상공회의소 회장으로 선출되어 1999년 5월까지 재직하면서 비즈니스 리더로서 대중적인 명성을 얻었다.

## 정치 경력
후세인은 1968년 의장이 되고 누룰 아민이 이끄는 파키스탄 무슬림 연맹 나와즈파(PMLN)에 가입하면서 국가 정치에 관심을 갖기 시작했다. 처음에, 1968년 개혁주의 열정을 가진 운동가인 후세인은 파키스탄 무슬림 연맹 카라치 지부의 공동 비서가 되었다. 1993년, 그는 나와즈 샤리프가 이끄는 PMLN에 공식적으로 가입했고 신드주의 PMLN 재무장관으로 임명되었다.
1999년 6월, 그는 신드주지사가 되었지만, 1999년 10월 12일, 군사 쿠데타로 PMLN 정부가 축출되면서 임기가 단축되었다. 민주주의를 위해 헌신한 정치인으로서의 그의 자격은 페르베즈 무샤라프의 군사 정권에 반대하는 목소리를 높인 후 정치범이 되었을 때 확립되었다.
카라치 상공회의소의 전 회장인 아즈하르 하룬은 "그는 1999년까지 정치적 소속이 없었지만, 그의 정중한 담론과 전문적인 능력은 그를 신드주지사로 임명한 나와즈 샤리프에게 깊은 인상을 주었다"라고 말했다.. 그는 나와즈 샤리프에게 충성하는 것으로 묘사되는 비교적 덜 알려진 인물이었고 2013년 7월, 대통령 선거에서 PMLN의 공식 후보로 파키스탄 대통령으로 선출되었다. 후세인은 432표를 얻었고 그의 유일한 경쟁자인 와지후딘 아흐메드는 77표를 얻었다. 그는 2013년 9월 9일 아이완에사드르에서 열린 시상식에서 외국 고위 인사, 언론 인사 및 그의 가까운 친척들과 함께 주류 정치 및 군사 지도부가 참석한 가운데 취임 선서를 했다. 대통령 취임 당시, 그는 파키스탄에서 두 번째로 나이가 많은 대통령이 되었다. 그의 대통령 임기는 2018년 9월 8일에 끝났다. 그는 인도 분할 이후 인도에서 파키스탄으로 이주한 파키스탄의 두 번째 대통령이었다. 그는 민족적인 무하지르인 가문에 속했다.

## 자기 당에 대한 비판
2017년 10월 19일, USTB에서 연설하는 동안 후세인은 정부가 14조 8천억 PKR을 대출받았지만, 지난 4년 동안 새로운 학교나 병원이 건설되지 않았다고 자신의 당 지도부를 비난했다. 연설이 무시되었고 주류 미디어에서 방송되지 않았다.

## 사망
2020년 2월, 후세인은 암 진단을 받고 치료를 받고 있었다. 2021년 7월 14일, 카라치에서 향년 80세의 나이로 사망하였다.

## 역대 선거 결과
| 선거명      | 직책명            | 대수 | 정당                          | 득표율 | 득표수 | 결과 | 당락 |
| ----------- | ----------------- | ---- | ----------------------------- | ------ | ------ | ---- | ---- |
| 2013년 선거 | 파키스탄의 대통령 | 12대 | 파키스탄 무슬림 연맹 나와즈파 | 84.87% | 432표  | 1위  |      |

## 같이 보기
- 파키스탄의 대통령
- 파키스탄의 대통령 목록